# Miltenyi Biotec

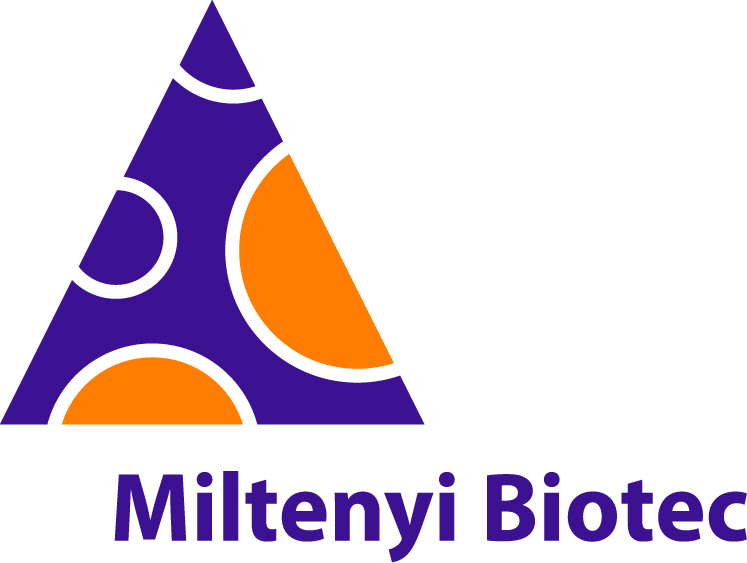
Miltenyi Biotec B.V. & Co. KG

Miltenyi Biotec ist ein global agierendes Biotechnologie- und Biomedizin-Unternehmen mit Hauptsitz in Bergisch Gladbach. Es ist der führende Anbieter von Produkten zur magnetischen Zellsortierung und -analyse (MACS). Die Firma wurde 1989 gegründet und ist damit eines der ältesten sowie hinsichtlich Mitarbeiterzahl und Umsatz größten deutschen Unternehmen der Biotechnologie-Branche.

## Produkte und Dienstleistungen
Der Schwerpunkt der Produktpalette liegt auf einem vom Firmengründer Stefan Miltenyi entwickelten Verfahren zur Trennung von Zellen mittels an Magnetpartikel reversibel gebundenen Antikörpern. Auf der Basis dieser Magnetic Cell Separation (MACS) genannten Technologie wurden und werden verschiedene Reagenzien und Geräte primär für zellbiologische und immunologische Fragestellungen entwickelt und vertrieben. Miltenyi Biotec ist mit einem Marktanteil von rund 70 Prozent weltweit führend im Bereich der Trennung und Analyse von Zellen sowohl in der Forschung als auch für klinische Anwendungen im Bereich der Zelltherapie. Die Produktpalette der Firma umfasst außerdem Reagenzien und Geräte zur Kultivierung von Zellen und für weitere zellbiologische Analyseverfahren. Darüber hinaus werden Reagenzien und Geräte im Bereich Molekularbiologie (Nukleinsäuren, Proteine, Viren) angeboten und Zellseparations- und Zellprozessierungsprodukte für den klinischen Einsatz vertrieben.
Als Dienstleistungen bietet Miltenyi Biotec insbesondere Genexpressions-Analysen sowie die Auftragsherstellung von biologischen Produkten nach GMP-Standard (Good Manufacturing Practice) für die Prozessentwicklung und Produktion im pharmazeutischen Bereich an.

## Anwendungsbeispiele
Die MACS-Produkte werden weltweit von Anwendern verwendet, um Zellen insbesondere des Bluts anhand spezifischer Oberflächenmarker zu trennen bzw. zu sortieren. Auf diese Weise können beispielsweise T-Lymphozyten, B-Lymphozyten, Stammzellen, NK-Zellen oder dendritische Zellen sowie Subpopulationen solcher Zellen angereichert werden. Isolierte Stammzellpopulationen, die auf Oberflächenmerkmalen wie CD34 oder CD133 beruhen, werden klinisch im Bereich Zelltherapie verwendet. Ein weiteres Produkt für die klinische Anwendung ist ein Gerät zur therapeutischen Anwendung von Aphereseverfahren.
Für die zellbiologische Analytik vertreibt Miltenyi Biotec darüber hinaus auch spezifische Antikörper-Fluorochrom-Konjugate gegen Oberflächenmarker. Mit magnetischen Partikeln ist neben der Auftrennung von Zellen auch die Isolierung von mRNA möglich. Nach deren Konvertierung in cDNA kann mittels Microarrays eine Analyse der Genexpression erfolgen.

## Geschichte
Die Firma entstand 1989 als Ausgründung aus der Arbeitsgruppe von Andreas Radbruch, derzeit Direktor des Deutschen Rheuma-Forschungszentrums Berlin (DRFZ), am Institut für Genetik der Universität zu Köln. Sie ist benannt nach ihrem Gründer und Geschäftsführer, dem Physiker Stefan Miltenyi.
Durch Zukäufe von anderen Firmen oder deren Übernahme wurde das Angebot an Produkten und Dienstleistungen auch auf andere Bereiche ausgeweitet. Im Oktober 2002 übernahm Miltenyi Biotec den Bereich Adsorbertechnologie von der Firma PlasmaSelect AG und vermarktet die entsprechenden Produkte seitdem unter dem Namen TheraSorb. Die entsprechende Abteilung ist am Standort Teterow in Mecklenburg-Vorpommern ansässig. Durch die Übernahme der PST PlasmaSelect Teterow GmbH, ebenfalls ein ehemaliger Teilbereich der PlasmaSelect AG, erwarb Miltenyi Biotec kurze Zeit später in Teterow noch eine Produktionsstätte für die GMP-gerechte Herstellung von Biochemikalien und pharmazeutischen Produkten, die nun als Geschäftsbereich Bioprocess von Miltenyi Biotec fungiert. Mit rund 400 Mitarbeitern ist die Niederlassung in Teterow damit hinsichtlich der Mitarbeiterzahl neben dem Hauptsitz in Bergisch Gladbach mit rund 1500 Mitarbeitern der zweitgrößte Standort der Firma.
Im Juli 2003 wurde die Memorec Biotec GmbH in Köln zunächst zu einer Tochterfirma der Miltenyi Biotec GmbH und später in diese integriert. Dadurch hat sich das Angebot um Produkte und Dienstleistungen im Bereich Molekularbiologie erweitert (Geschäftsbereich MACSmolecular).
Im Laufe der Jahre erwarb Miltenyi Biotec zahlreiche weitere Unternehmen: Owl Biomedical in Santa Barbara (2013), Lentigen in Gaithersburg (2014), Sensovation AG in Radolfzell (2017) und LaVision BioTec in Bielefeld (2018).

## Unternehmensstruktur
Geschäftsführer sind Stefan Miltenyi, Boris Stoffel, Norbert Hentschel, Jürgen Schmitz und Antoon Overstijns. Neben dem Hauptsitz gibt es in Deutschland Standorte in Teterow, Köln, Laage Radolfzell (Firma Sensovation AG (mittlerweile Miltenyi Imaging GmbH), Zukauf 2017) und Bielefeld sowie Göttingen (Firma LaVision BioTec GmbH, Zukauf 2018). Ausländische Niederlassungen existieren in den USA, Großbritannien, Frankreich, Italien, Schweden, Spanien, der Volksrepublik China, Australien, Japan, Südkorea, den Niederlanden, der Schweiz und Singapur. Das Unternehmen hat weltweit derzeit 4500 Mitarbeiter in 28 Ländern.
| Jahr | Umsatz in Mio. EUR |
| ---- | ------------------ |
| 2003 | 55,7               |
| 2004 | 73,5               |
| 2012 | 138                |
| 2013 | 146                |
| 2014 | 164                |
| 2015 | 201                |
| 2016 | 245                |
| 2017 | 288                |
| 2018 | 378                |